# Торрес-дель-Каррісаль
Торрес-дель-Каррісаль (ісп. Torres del Carrizal) — муніципалітет в Іспанії, у складі автономної спільноти Кастилія-і-Леон, у провінції Самора. Населення — 444 особи (2010).
Муніципалітет розташований на відстані близько 210 км на північний захід від Мадрида, 14 км на північний схід від Самори.

## Демографія
Динаміка населення (INE ):

## Галерея зображень

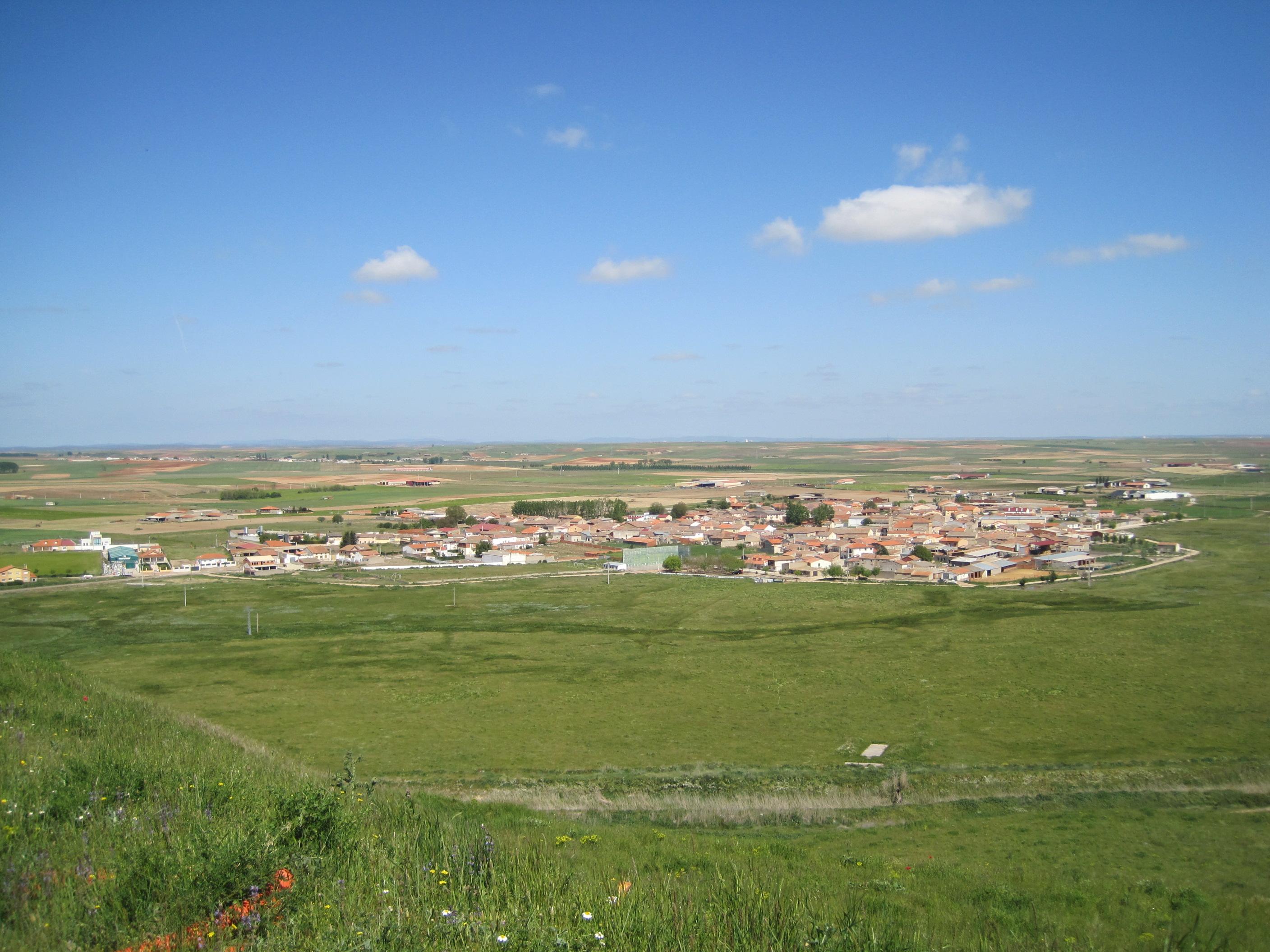
Панорама